# Romualdo Aguilar
Romualdo Aguilar fue un abogado, juez, hacendado y catedrático de la Universidad Nacional San Antonio Abad y político peruano. Estaba dentro de su propiedad la Hacienca Chiñicara ubicada en la provincia de Quispicanchi.
Fue elegido diputado suplente por la provincia de Quispicanchi en 1892. Su mandato se vio interrumpido por la Guerra civil de 1894. En 1895, luego de la guerra civil, fue reelecto durante el segundo gobierno de Nicolás de Piérola en el inicio de la República Aristocrática.
En 1913, participó de la fundación del Instituto Histórico del Cusco cuyo principal objeto era el estudio de la arqueología peruana junto con otros intelectuales cusqueños que habían formado parte del Centro Científico del Cusco como Antonio Lorena, Fernando Pacheco, José L. Caparó Muñiz, Uriel García, Félix Cosío Medina y Luis E. Valcárcel.